# Списък на римските републикански консули 509 пр.н.е. - 30 пр.н.е.
Списък на римските републикански консули от 509 пр.н.е. – 30 пр.н.е. по хронологията на Марк Теренций Варон.

## 6 век пр.н.е.
509 Луций Юний Брут; суфектконсул: Спурий Лукреций Триципитин, Марк Хораций Пулвил I – Луций Тарквиний Колатин; суфектконсул: Публий Валерий Попликола I

508 Публий Валерий Попликола II – Тит Лукреций Трициптин I 

507 Публий Валерий Попликола III– Марк Хораций Пулвил| II 

506 Спурий Ларций Руф (Флав) – Тит Херминий Аквилин|
505 Марк Валерий Волуз – Публий Постумий Туберт I

504 Публий Валерий Попликола IV – Тит Лукреций ТрициптинII

503 Агрипа Менений Ланат – Публий Постумий Туберт II

502 Опитер Вергиний Трикост – Спурий Касий Вецелин I

501 Постум Коминий Аврунк – Тит Ларций Флав(Руф)

## 5 век пр.н.е.

### 490 пр.н.е.
500 Сервий Сулпиций Камерин Корнут – Маний Тулий Лонг

499 Тит Ебуций Хелва – Гай Ветурий Гемин Цицурин

498 Квинт Клоелий Сикул – Тит Ларций Флав (Руф) II

497 Авъл Семпроний Атрацин – Марк Минуций Авгурин

496 Авъл Постумий Алб Региленсис – Тит Вергиний Трикост Целимонтан

495 Апий Клавдий Сабин Инрегиленсис – Публий Сервилий Приск Структ

494 Авъл Вергиний Трикост Целимонтан – Тит Ветурий Гемин Цицурин

493 Постум Коминий Аврунк II – Спурий Касий Вецелин II

492 Тит Геганий Мацерин – Публий Минуций Авгурин

491 Марк Минуций Авгурин II – Авъл Семпроний Атрацин II 

### 480 пр.н.е.
490 Квинт Сулпиций Камерин Корнут, Спурий Ларций Флав II

489 Гай Юлий Юл, Публий Пинарий Мамеркин Руф

488 Спурий Навций Руцил, Секст Фурий Медулин Фуз‎

487 Тит Сикций Сабин, Гай Аквилий Туск

486 Спурий Касий Вецелин III, Прокул Вергиний Трикост Руцил

485 Сервий Корнелий Малугиненсис Кос, Квинт Фабий Вибулан I

484 Луций Емилий Мамерк, Кезо Фабий Вибулан

483 Марк Фабий Вибулан, Луций Валерий Поцит Публикола

482 Квинт Фабий Вибулан II, Гай Юлий Юл

481 Кезо Фабий Вибулан II, Спурий Фурий Фуз

### 470 пр.н.е.
480 Марк Фабий Вибулан II – Гней Манлий Цинцинат

479 Кезо Фабий Вибулан III– Тит Вергиний Трикост Руцил

478 Луций Емилий Мамерк II – Гай Сервилий Структ Ахала; суфектконсул: Опитер Вергиний Трикост Есквилин

477 Гай Хораций Пулвил – Тит Менений Агрипа Ланат

476 Авъл Вергиний Трикост Руцил – Спурий Сервилий Структ

475 Публий Валерий Попликола
– Гай Навций Руцил

474 Луций Фурий Медулин – Авъл Манлий Вулзон

473 Луций Емилий Мамерк III – Вописк Юлий Юл

472 Луций Пинарий Мамеркин Руф – Публий Фурий Медулин Фуз

471 Апий Клавдий Крас Инрегиленсис Сабин – Тит Квинкций Капитолин Барбат I

### 460 пр.н.е.
470 Луций Валерий Поцит Публикола II – Тиберий Емилий Мамерк

469 Тит Нумиций Приск – Авъл Вергиний Трикост Целимонтан

468 Тит Квинкций Капитолин Барбат II – Квинт Сервилий Структ Приск

467 Тиберий Емилий Мамерк II – Квинт Фабий Вибулан

466 Квинт Сервилий Структ Приск II – Спурий Постумий Алб Региленсис|

465 Квинт Фабий Вибулан II – Тит Квинкций Капитолин Барбат III

464 Авъл Постумий Алб Региленсис – Спурий Фурий Медулин Фуз

463 Публий Сервилий Приск – Луций Ебуций Хелва

462 Луций Лукреций Триципитин – Тит Ветурий Гемин Цицурин

461 Публий Волумний Аминтин Гал – Сервий Сулпиций Камерин Корнут

### 450 пр.н.е.
460 Публий Валерий Публикола II; суфектконсул: Луций Квинкций Цинцинат I – Гай Клавдий Сабин Региленсис

459 Квинт Фабий Вибулан III – Луций Корнелий Малугиненсис Урицин

458 Гай Навций Руцил II – Карвет (?); Луций Квинкций Цинцинат(?), Луций Минуций Есквилин Авгурин

457 Гай Хораций Пулвил II – Квинт Минуций Есквилин Авгурин

456 Марк Валерий Максим Лактука – Спурий Вергиний Трикост Целимонтан
455 Тит Ромилий Рок Ватикан – Гай Ветурий Цицурин

454 Спурий Тарпей Монтан Капитолин – Авъл Атерний Вар Фонтиналис

453 Секс Квинктилий Вар; суфектконсул: Спурий Фурий Медулин Фуз II – Публий Куриаций Фист Тригемин

452 Тит Менений Агрипа Ланат –Публий Сестий Капитолин Ватикан

451 Апий Клавдий Крас Инрегиленсис Сабин II – Тит Генуций Авгурин

451 Децемвири:

Апий Клавдий Крас Инрегиленсис Сабин,
Тит Генуций Авгурин, Апий Клавдий Сабин,
Авъл Манлий Вулзон, Тит Генуций Авгурин,
Сервий Сулпиций Камерин Корнут,
Луций Ветурий Крас Цицурин, Публий Куриаций Фист Тригемин, Публий Сестий Капитолин Ватикан, Тит Ромилий Рок Ватикан, Гай Юлий Юл, Спурий Постумий Алб Региленсис

### 440 пр.н.е.
450 Децемвири:

Апий Клавдий Крас, Марк Корнелий Малугиненсис, Марк Сергий Есквилин, Луций Минуций Есквилин Авгурин, Квинт Фабий Вибулан, Квинт Петелий Либон Визол, Тит Антоний Меренда, Кезо Дуилий Лонг, Спурий Опий Корницен, Маний Рабулей

449 Луций Валерий Поцит, Марк Хораций Барбат

448: Спурий Херминий Корицинезан Аквилин, Тит Вергиний Трикост Целиомонтан

447 Марк Геганий Мацерин, Гай Юлий Юл III

446: Тит Квинкций Капитолин Барбат IV, Агрипа Фурий Фуз

445: Марк Генуций Авгурин, Гай Куртий Филон

444: военни трибуни: за 3 месеца Луций Папирий Мугилан, Луций Семпроний Атрацин

443: Марк Геганий Мацерин II, Тит Квинкций Капитолин Барбат V

442: Марк Фабий Вибулан, Постумий Ебуций Хелва Корникен

441: Гай Фурий Пацил Фуз, Маний Папирий Крас

### 430 пр.н.е.
440 Прокул Геганий Мацерин – Луций Менений Агрипа Ланат II 

439 Агрипа Менений Ланат – Тит Квинкций Капитолин Барбат VI

438 военни трибуни: Мамерк Емилий Мацерин, Луций Юлий Юл, Луций Квинкций Цинцинат 

437 Марк Геганий Мацерин III, Луций Сергий Фидена; суфектконсул: Марк Валерий Максим Лактука 

436 Луций Папирий Крас, Марк Корнелий Малугиненсис

435 Гай Юлий Юл II, Луций Вергиний Трикост

434 Гай Юлий Юл III, Луций Вергиний Трикост II; (или: Марк Манлий Капитолин, Квинт Сулпиций Камерин Претекстат);

военни трибуни: Сервий Корнелий Кос, Квинт Сулпиций Камерин Претекстат, Марк Манлий Капитолин 

433 военни трибуни: Марк Фабий Вибулан, Луций Сергий Фидена, Марк Фолий Флацинатор

432 военни трибуни: Луций Пинарий Мамерк, Спурий Постумий Алб Региленсис, Луций Фурий Медулин

431 Тит Квинкций Пен Цинцинат, Гай Юлий Ментон

### 420 пр.н.е.
430 Луций Папирий Крас I, Луций Юлий Юл

429 Хост Лукреций Триципитин, Луций Сергий Фидена II

428 Авъл Корнелий Кос, Тит Квинкций Пен Цинцинат II

427: Гай Сервилий Структ Ахала, Луций Папирий Мугилан (II)

426 военни трибуни: 3 години до 424 пр.н.е.. За пръв път Тит Квинкций Пен Цинцинат.

425 военни трибуни: Авъл Семпроний Атрацин, Луций Фурий Медулин II,
Луций Квинкций Цинцинат II, Луций Хораций Барбат

424 военни трибуни: Апий Клавдий Крас, Луций Сергий Фидена II, Спурий Навций Руцил, Секст Юлий Юл

423 Гай Семпроний Атрацин, Квинт Фабий Вибулан Амбуст

422 военни трибуни: Луций Манлий Капитолин, Луций Папирий Мугилан, Квинт Антоний Меренда

421 Гней Фабий Вибулан, Тит Квинкций Капитолин Барбат

### 410 пр.н.е.
420 военни трибуни: Луций Квинкций Цинцинат III, Луций Фурий Медулин III, Марк Манлий Вулзон, Авъл Семпроний Атрацин II

419 военни трибуни:  Агрипа Менений Ланат, Спурий Навций Руцил, Публий Лукреций Триципицин, Гай Сервилий Аксила

418 военни трибуни:  Луций Сергий Фидена, Марк Папирий Мугилан, Гай Сервилий Аксила (II?), Марк Папирий Мугилан

417 военни трибуни:  Агрипа Менений Ланат II, Публий Лукреций Триципицин II, Гней Ветурий Крас Цицурин (или Спурий Руцилий Крас), Гай Сервилий Аксила (или Структ) III (II?)

416 военни трибуни:  Авъл Семпроний Атрацин III, Квинт Фабий Вибулан Амбуст, Марк Папирий Мугилан II, Спурий Навций Руцил II

415 военни трибуни:  Публий Корнелий Кос, Гай Валерий Поцит Волуз, Квинт Квинкций Цинцинат, Нумерий Фабий Вибулан (или Гней)

414 военни трибуни:  Гней Корнелий Кос, Луций Валерий Поцит, Квинт Фабий Вибулан Амбуст II, Марк Постумий Алб Региленсис

413 Авъл Корнелий Кос, Луций Фурий Медулин

412 Квинт Фабий Амбуст Вибулан, Гай Фурий Пацил

411 Марк Папирий Мугилан (или Атрацин?), Спурий Навций Руцил

### 400 пр.н.е.
410 военни трибуни: Маний Емилий Мамеркин, Гай Валерий Поцит Волуз 

409 военни трибуни: Гней Корнелий Кос, Луций Фурий Медулин II

408 военни трибуни: Гай Юлий Вописк Юл, Гай Сервилий Ахала, Публий Корнелий Руцил Кос

407 военни трибуни: Луций Фурий Медулин, Гней Фабий Вибулан II, Гай Валерий Поцит Волуз II, Гай Сервилий Ахала II II

406 военни трибуни: Публий Корнелий Руцил Кос, Нумерий Фабий Амбуст, Гней Корнелий Кос, Луций Валерий Поцит II

405 военни трибуни: Тит Квинкций Капитолин Барбат, Авъл Манлий Вулзон Капитолин, Квинт Квинкций Цинцинат II, Луций Фурий Медулин II, Гай Юлий Вописк Юл II, Маний Емилий Мамеркин

404 военни трибуни:Гай Валерий Поцит Волуз III, Гней Корнелий Кос II, Маний Сергий Фидена, Кезо Фабий Амбуст, Публий Корнелий Малугиненсис, Спурий Навций Руцил III

403 военни трибуни: Маний Емилий Мамеркин II, Марк Квинтилий Вар, Луций Валерий Поцит III, Луций Юлий Вописк Юл, Апий Клавдий Крас, Марк Фурий Фуз 

402 военни трибуни: Гай Сервилий Ахала III, Квинт Сулпиций Камерин Корнут, Квинт Сервилий Фидена, Авъл Манлий Вулзон Капитолин II, Луций Вергиний Опитерис Трикост Есквилин, Маний Сергий Фидена II

401 военни трибуни: Луций Валерий Поцит IV, Гней Корнелий Кос III, Марк Фурий Камил, Кезо Фабий Амбуст II, Маний Емилий Мамеркин III, Луций Юлий Вописк Юл

## 4 век пр.н.е.

### 390 пр.н.е.
400 военни трибуни: Публий Лициний Калв Есквилин, Публий Мелий Капитолин, Публий Манлий Вулзон, Спурий Фурий Медулин, Луций Тициний Панза Сак, Лиций Публилий Филон Вулск

399 военни трибуни: Гней Генуций Авгурин, Гней Дуилий Лонг, Луций Атилий Приск, Марк Ветурий Крас Цицурин, Марк Помпоний Руф, Волеро Публилий Филон

398 военни трибуни: Луций Валерий Поцит V, Луций Фурий Медулин III, Марк Валерий Лактуцин Максим, Квинт Сервилий Фидена II, Марк Фурий Камил II, Квинт Сулпиций Камерин Корнут II

397 военни трибуни: Луций Юлий Вописки Юл II, Авъл Постумий Албин Региленсис, Луций Фурий Медулин IV, Публий Корнелий Малугиненсис, Луций Сергий Фидена, Авъл Манлий Вулзон Капитолин III

396 военни трибуни: Луций Тициний Панза Сак II, Квинт Манлий Вулзон Капитолин, Публий Лициний Калв Есквилин II, Гней Генуций Авгурин II, Публий Мелий Капитолин II, Луций Атилий Приск II

395 военни трибуни: Публий Корнелий Кос, Луций Фурий Медулин V, Публий Корнелий Сципион, Квинт Сервилий Фидена III, Кезо Фабий Амбуст III, Марк Валерий Лактуцин Максим II

394 диктатор Марк Фурий Камил; военни трибуни: Марк Фурий Камил III, Луций Валерий Попликола, Луций Фурий Медулин VI, Спурий Постумий Албин Региленсис, Гай Емилий Мамерцин, Публий Корнелий Сципион II

393 Луций Валерий Поцит, Публий Корнелий Малугиненсис; суф. Луций Лукреций Триципитин Флав, Сервий Сулпиций Камерин

392 Луций Валерий Поцит II, Марк Манлий Капитолин

391 военни трибуни: Луций Лукреций Триципитин Флав, Луций Фурий Медулин VII, Сервий Сулпиций Камерин, Агрипа Фурий Фуз, Луций Емилий Мамерцин, Гай Емилий Мамерцин II

### 380 пр.н.е.
390 военни трибуни: Квинт Фабий Амбуст, Квинт Сулпиций Лонг, Кезо Фабий Амбуст IV, Квинт Сервилий Фидена IV, Нумерий Фабий Амбуст II, Публий Корнелий Малугиненсис II

389 военни трибуни: Луций Валерий Попликола II, Авъл Манлий Капитолин, Луций Вергиний Трикост, Луций Емилий Мамеркин (II?), Публий Корнелий, Луций Постумий Албин Региленсис

388 диктатор Марк Фурий Камил, interrex; военни трибуни: Тит Квинкций Цинцинат Капитолин, Квинт Сервилий Фидена V, Луций Юлий Вописки Юл, Луций Аквилий Корв, Луций Лукреций Триципитин Флав II, Сервий Сулпиций Руф

387 военни трибуни:Луций Папирий Курсор, Гай Сергий Фидена Коксон, Луций Емилий Мамеркин III (II?), Лицин Менений Ланат, Луций Валерий Попликола III

386 военни трибуни: Марк Фурий Камил IV, Сервий Корнелий Малугиненсис, Квинт Сервилий Фидена VI, Луций Квинкций Цинцинат, Луций Хораций Пулвил, Публий Валерий Поцит Попликола

385 военни трибуни: Авъл Манлий Капитолин II, Публий Корнелий, Тит Квинкций Цинцинат Капитолин II, Луций Папирий Курсор II,
Луций Квинкций Цинцинат Капитолин, Гай Сергий Фидена Коксон II

384 военни трибуни: Сервий Корнелий Малугиненсис II, Публий Валерий Поцит Попликола II, Марк Фурий Камил V, Сервий Сулпиций Руф II, Гай Папирий Крас, Тит Квинкций Цинцинат Капитолин III

383 военни трибуни: Публий Валерий Поцит Попликола IV, Авъл Манлий Капитолин III, Сервий Сулпиций Руф III, Луций Лукреций Триципитин Флав III, Луций Емилий Мамеркин IV (III?), Марк Требоний

382 военни трибуни:Луций Папирий Крас, Сервий Корнелий Малугиненсис III, Спурий Папирий Крас, Квинт Сервилий Фидена, Гай Сулпиций Камерин, Луций Емилий Мамеркин V (IV?)

381 военни трибуни: Марк Фурий Камил VI, Авъл Постумий Албин Региленсис, Луций Постумий Албин Региленсис, Луций Фурий Медулин, Луций Лукреций Триципитин Флав IV, Марк Фабий Амбуст

380 военни трибуни: Луций Валерий Попликола V, Публий Валерий Поцит Попликола III, Сервий Корнелий Малугиненсис IV, Лицин Менений Ланат II, Гай Сулпиций Пециц, Луций Емилий Мамеркин VI, Гай Сергий Фидена Коксон III, Тиберий Папирий Крас, Луций Папирий Мугилан

### 370 пр.н.е.
380 военни трибуни: Луций Валерий Попликола V, Публий Валерий Поцит Попликола III, Сервий Корнелий Малугиненсис IV, Лицин Менений Ланат II, Гай Сулпиций Пециц, Луций Емилий Мамеркин VI, Гай Сергий Фидена Коксон III, Тиберий Папирий Крас, Луций Папирий Мугилан

379 военни трибуни: Публий Манлий Капитолин, Гней Манлий Вулзон (или Гай), Луций Юлий Вописки Юл II, Гай Секстилий, Марк Албиний, Луций Антистий, Публий Требоний, Гай Еренуций ?

378 Квинт Сервилий Фидена II, Спурий Фурий Медулин ?, Лицин Менений Ланат III, Публий Клоелий Сикул, Марк Хораций Пулвил, Луций Геганий Мацерин

377 военни трибуни: Луций Емилий Мамеркин, Публий Валерий Поцит Попликола IV, Гай Ветурий Крас Цицурин, Сервий Сулпиций Претекстат, Луций Квинкций Цинцинат III, Гай Квинкций Цинцинат 

376 военни трибуни: Луций Папирий Крас II, Лицин Менений Ланат IV, Сервий Корнелий Малугиненсис V, Сервий Сулпиций Претекстат II

375 военни трибуни: Гай Лициний Столон и Луций Секстий Латеран

367 (от 375 до 367) 8 пъти военни трибуни: Гай Лициний Столон и Луций Секстий Латеран

### 360 пр.н.е.
370 военни трибуни: Гай Лициний Столон и Луций Секстий Латеран

Авъл Манлий Капитолин IV, Луций Фурий Медулин II, Сервий Сулпиций Претекстат III, Сервий Корнелий Малугиненсис VI, Гай Валерий Поцит, Публий Валерий Поцит Попликола V

369 военни трибуни: Гай Лициний Столон и Луций Секстий Латеран

Квинт Сервилий Фидена III, Гай Ветурий Крас Цицурин II, Авъл Корнелий Кос, Марк Корнелий Малугиненсис, Квинт Квинкций Цинцинат, Марк Фабий Амбуст II,

368 военни трибуни: Гай Лициний Столон и Луций Секстий Латеран

Сервий Корнелий Малугиненсис VII, Сервий Сулпиций Претекстат IV, Спурий Сервилий Структ, Тит Квинкций Цинцинат Капитолин, Луций Папирий Крас, Луций Ветурий Крас Цицурин

367 военни трибуни: Гай Лициний Столон и Луций Секстий Латеран

Авъл Корнелий Кос II, Марк Корнелий Малугиненсис II, Марк Геганий Мацерин, Публий Манлий Капитолин II, Луций Ветурий Крас Цицурин II, Публий Валерий Поцит Попликола VI

366 Луций Емилий Мамеркин, Луций Секстий Латеран (Liciniae-Sextiae)

365 Луций Генуций Авентиненсис, Квинт Сервилий Ахала

364 Гай Сулпиций Петик, Гай Лициний Калв 

363 Гней Генуций Авентиненсис, Луций Емилий Мамеркин II

362 Квинт Сервилий Ахала II, Луций Генуций Авентиненсис II

361 Гай Лициний Столон, Гай Сулпиций Петик II

### 350 пр.н.е.
360 Марк Фабий Амбуст, Гай Петелий Либон Визол (или: Гай Петелий Балб)

359 Марк Попилий Ленат, Гней Манлий Капитолин ИмпериозI

358 Гай Фабий Амбуст, Гай Плавций Прокул

357 Гай Марций Руцил, Гней Манлий Капитолин Империоз II

356 Марк Фабий Амбуст II, Марк Попилий Ленат II

355 Гай Сулпиций Петик III, Марк Валерий Попликола I

354Марк Фабий Амбуст III, Тит Квинкций Пен Капитолин Криспин

353 Гай Сулпиций Петик IV, Марк Валерий Попликола II

352 Публий Валерий Попликола, Гай Марций Руцил II

351 Гай Сулпиций Петик V, Тит Квинкций Пен Капитолин Криспин II

### 340 пр.н.е.
350 Марк Попилий Ленат III (IV?), Луций Корнелий Сципион

349 Луций Фурий Камил, Апий Клавдий Крас Инрегиленсис; ? Марк Емилий, ? Тит Квинкций

348 Марк Валерий Корв, Марк Попилий Ленат IV (V?)

347 Гай Плавций Венон (или Венокс), Тит Манлий Империоз Торкват I

346 Марк Валерий Корв II, Гай Петелий Либон Визол II
345 Марк Фабий Дорсуон, Сервий Сулпиций Камерин Руф

344 Гай Марций Руцил III, Тит Манлий Империоз Торкват II

343 Марк Валерий Корв III, Авъл Корнелий Кос Арвина

342 Квинт Сервилий Ахала III, Гай Марций Руцил IV

341 Гай Плавций Венон (или Венокс) II, Луций Емилий Мамеркин Привернат

### 330 пр.н.е.
340 Тит Манлий Империоз Торкват III, Публий Деций Муз

339 Тиберий Емилий Мамеркин, Квинт Публилий Филон

338 Луций Фурий Камил, Гай Мений

337 Гай Сулпиций Лонг, Публий Елий Пет

336 Луций Папирий Крас, Кезо Дуилий
335 Марк Атилий Регул Кален, Марк Валерий Корв IV

334 Спурий Постумий Албин Кавдин, Тит Ветурий Калвин

333 Публий Корнелий Руфин, диктатор

332 Гней Домиций Калвин, Авъл Корнелий Кос Арвина II

331 Гай Валерий Поцит Флак, Марк Клавдий Марцел

### 320 пр.н.е.
330 Луций Папирий Крас II, Плавций Венон (или Венокс)

329 Луций Емилий Мамеркин Привернат II, Гай Плавций Дециан

328 Публий Плавций Прокул, Публий Корнелий Скапула; или: Гай Плавций Дециан II, или: Публий Корнелий Сципион Барбат 

327 Луций Корнелий Лентул, Квинт Публилий Филон II

326 Гай Петелий Либон Визол III, Луций Папирий Курсор
325 Луций Фурий Камил II, Децим Юний Брут Сцевола

324 диктатор: Луций Папирий Курсор

323 Гай Сулпиций Лонг II, Квинт Авлий Церетан

322 Квинт Фабий Максим Рулиан, Луций Фулвий Курв

321 Тит Ветурий Калвин II, Спурий Постумий Албин Кавдин II

### 310 пр.н.е.
320 Луций Папирий Курсор II, Квинт Публилий Филон III

319 Луций Папирий Курсор Мугил III, Квинт Авлий Церетан II

318 Луций Плавций Венон (Венокс), Марк Фолий Флакцинатор

317 Квинт Емилий Барбула, Гай Юний Бубулк Брут

316 Спурий Навций Руцил, Марк Попилий Ленат
315 Луций Папирий Курсор Мугил IV, Квинт Публилий Филон IV

314 Марк Петелий Либон, Гай Сулпиций Лонг III

313 Луций Папирий Курсор V, Гай Юний Бубулк Брут II

312 Марк Валерий Максим Корвин, Публий Деций Муз

311 Гай Юний Бубулк Брут III, Квинт Емилий Барбула II

### 300 пр.н.е.
310 Квинт Фабий Максим Рулиан II, Гай Марций Руцил Цензорин

309 Луций Папирий Курсор
, диктатор

308 Публий Деций Муз II, Квинт Фабий Максим Рулиан III

307 Апий Клавдий Цек, Луций Волумний Флама Виолент

306 Квинт Марций Тремул, Публий Корнелий Арвина
305 Луций Постумий Мегел I, Тиберий Минуций Авгурин; суфектк.: Марк Фулвий Курв Пецин

304 Публий Семпроний Соф, Публий Сулпиций Саверион

303 Сервий Корнелий Лентул, Луций Генуций Авентиненсис

302 Марк Ливий Дентер, Марк Емилий Павел

301 Квинт Фабий Максим Рулиан, диктатор Марк Валерий Корв

## 3 век пр.н.е.

### 290 пр.н.е.
300 Марк Валерий Корв V, Квинт Апулей Панза

299 Марк Фулвий Петин, Тит Манлий Торкват; суфектк.: Марк Валерий Корв VI

298 Луций Корнелий Сципион Барбат, Гней Фулвий Максим Центумал

297 Квинт Фабий Максим Рулиан IV, Публий Деций Муз III

296 Апий Клавдий Цек II, Луций Волумний Флама Виолент II
295 Квинт Фабий Максим Рулиан V, Публий Деций Муз IV

294 Луций Постумий Мегел II, Марк Атилий Регул

293 Луций Папирий Курсор, Спурий Карвилий Максим

292 Квинт Фабий Максим Гург, Децим Юний Брут Скаева

291 Луций Постумий Мегел III, Гай Юний Бубулк Брут.

### 280 пр.н.е.
290 Маний Курий Дентат I, Публий Корнелий Руфин

289 Марк Валерий Максим Корвин II, Квинт Цедиций Ноктуа

288 Квинт Марций Тремул II, Публий Корнелий Арвина II

287 Марк Клавдий Марцел, Гай Навций Руцил

286 Марк Валерий Максим Поцит, Гай Елий Пет.
285 Гай Клавдий Канина, Марк Емилий Лепид.

284 Гай Сервилий Тука, Луций Цецилий Метел Дентер, суфект: Маний Курий Дентат

283 Публий Корнелий Долабела, Гней Домиций Калвин Максим

282 Гай Фабриций Лусцин, Квинт Емилий Пап

281 Луций Емилий Барбула, Квинт Марций Филип.

### 270 пр.н.е.
280 Публий Валерий Левин, Тиберий Корунканий

279 Публий Сулпиций Саверион
| Публий Деций Муз

278 Гай Фабриций Лусцин II, Квинт Емилий Пап II

277 Публий Корнелий Руфин II, Гай Юний Бубулк Брут II

276 Квинт Фабий Максим Гург II, Гай Генуций Клепсина
275 Маний Курий Дентат II (III), Луций Корнелий Лентул Кавдин

274 Маний Курий Дентат II (IV), Сервий Корнелий Меренда

273 Гай Фабий Дорсон Лицин, Гай Клавдий Канина II

272 Луций Папирий Курсор II, Спурий Карвилий Максим II

271 Кезо Квинкций Клавд, Луций Генуций Клепсина

### 260 пр.н.е.
270 Гай Генуций Клепсина II, Гней Корнелий Блазион

269 Квинт Огулний Гал, Гай Фабий Пиктор

268 Публий Семпроний Соф, Апий Клавдий Рус (Крас)

267 Марк Атилий Регул, Луций Юлий Либон

266 Децим Юний Пера, Нумерий Фабий Пиктор
265 Квинт Фабий Максим Гург, Луций Мамилий Витул

264 Апий Клавдий Кавдекс, Марк Фулвий Флак

263 Маний Валерий Максим Корвин Месала, Маний Отацилий Крас

262 Луций Постумий Мегел, Квинт Мамилий Витул

261 Луций Валерий Флак, Тит Отацилий Крас

### 250 пр.н.е.
260 Гней Корнелий Сципион Азина, Гай Дуилий

259 Луций Корнелий Сципион и Гай Аквилий Флор

258 Авъл Атилий Калатин, Гай Сулпиций Патеркул

257 Гай Атилий Регул, Гней Корнелий Блазион II

256 Луций Манлий Вулзон Лонг I, Квинт Цедиций суфект: Марк Атилий Регул II
255 Марк Емилий Павел, Сервий Фулвий Пецин Нобилиор

254 Гней Корнелий Сципион Азина II, Авъл Атилий Калатин II

253 Гней Сервилий Цепион, Гай Семпроний Блез

252 Гай Аврелий Кота, Публий Сервилий Гемин

251 Луций Цецилий Метел, Гай Фурий Пацил

### 240 пр.н.е.
250 Гай Атилий Регул II, Луций Манлий Вулзон Лонг II

249 Публий Клодий Пулхер, Луций Юний Пул

248 Гай Аврелий Кота, Публий Сервилий Гемин II

247 Луций Цецилий Метел II, Нумерий Фабий Бутеон

246 Маний Отацилий Крас II, Марк Фабий Лицин 

245 Марк Фабий Бутеон, Гай Атилий Булб I

244 Авъл Манлий Торкват Атик I, Гай Семпроний Блез II

243 Гай Фунданий Фундул, Гай Сулпиций Гал

242 Гай Лутаций Катул, Авъл Постумий Албин

241 Авъл Манлий Торкват Атик II, Квинт Лутаций Церкон

### 230 пр.н.е.
240 Гай Клавдий Центон, Марк Семпроний Тудицан 

239 Гай Мамилий Турин, Квинт Валерий Фалтон

238 Тиберий Семпроний Гракх, Публий Валерий Фалтон

237 Луций Корнелий Лентул Кавдин, Квинт Фулвий Флак

236 Публий Корнелий Лентул Кавдин, Гай Лициний Вар.
235 Тит Манлий Торкват I, Гай Атилий Булб II

234 Луций Постумий Албин, Спурий Карвилий Максим Руга

233 Квинт Фабий Максим I, Маний Помпоний Матон

232 Марк Емилий Лепид, Марк Публиций Малеол

231 Марк Помпоний Матон, Гай Папирий Мазон

### 220 пр.н.е.
230 Марк Емилий Барбула, Марк Юний Пера

229 Луций Постумий Албин II, Гней Фулвий Центумал

228 Спурий Карвилий Максим Руга II, Квинт Фабий Максим II

227 Публий Валерий Флак, Марк Атилий Регул

226 Марк Валерий Максим Месала, Луций Апустий Фулон
225 Луций Емилий Пап, Гай Атилий Регул

224 Тит Манлий Торкват II, Квинт Фулвий Флак II

223 Гай Фламиний, Публий Фурий Фил

222 Гней Корнелий Сципион Калв, Марк Клавдий Марцел I

221 Публий Корнелий Сципион Азина, Марк Минуций Руф. суфект: Марк Емилий Лепид II.

### 210 пр.н.е.
220 Луций Ветурий Филон, Квинт Лутаций Катул.

219 Луций Емилий Павел, Марк Ливий Салинатор

218 Публий Корнелий Сципион, Тиберий Семпроний Лонг

217 Гней Сервилий Гемин, Гай Фламиний II; суфект: Марк Атилий Регул II

216 Луций Емилий Павел II, Гай Теренций Варон.
215 Тиберий Семпроний Гракх, Луций Постумий Албин III; суфект: Марк Клавдий Марцел II абд., Квинт Фабий Максим III

214 Квинт Фабий Максим IV, Марк Клавдий Марцел III

213 Квинт Фабий Максим, Тиберий Семпроний Гракх II

212 Апий Клавдий Пулхер, Квинт Фулвий Флак III

211 Публий Сулпиций Галба Максим I, Гней Фулвий Центумал Максим

### 200 пр.н.е.
210 Марк Валерий Левин II, Марк Клавдий Марцел IV

209 Квинт Фабий Максим V, Квинт Фулвий Флак IV

208 Марк Клавдий Марцел V, Тит Квинкций Криспин

207 Гай Клавдий Нерон, Марк Ливий Салинатор II

206 Квинт Цецилий Метел, Луций Ветурий Филон
205 Публий Корнелий Сципион Африкански, Публий Лициний Крас Див

204 Марк Корнелий Кетег, Публий Семпроний Тудицан

203 Гней Сервилий Цепион, Гай Сервилий Гемин

202 Тиберий Клавдий Нерон, Марк Сервилий Пулекс Гемин

201 Гней Корнелий Лентул, Публий Елий Пет

## 2 век пр.н.е.

### 190 пр.н.е.
200 Публий Сулпиций Галба Максим II, Гай Аврелий Кота

199 Луций Корнелий Лентул, Публий Вилий Тапул

198 Тит Квинкций Фламинин, Секст Елий Пет Кат

197 Гай Корнелий Цетег, Квинт Минуций Руф

196 Луций Фурий Пурпурион, Марк Клавдий Марцел.
195 Марк Порций Катон Цензорин Стари, Луций Валерий Флак

194 Публий Корнелий Сципион Африкански Старши II, Тиберий Семпроний Лонг

193 Луций Корнелий Мерула, Квинт Минуций Терм

192 Луций Квинкций Фламинин, Гней Домиций Ахенобарб

191 Маний Ацилий Глабрион, Публий Корнелий Сципион Назика

### 180 пр.н.е.
190 Луций Корнелий Сципион Азиатски, Гай Лелий

189 Гней Манлий Вулзон, Марк Фулвий Нобилиор

188 Гай Ливий Салинатор, Марк Валерий Месала

187 Марк Емилий Лепид I, Гай Фламиний

186 Спурий Постумий Албин, Квинт Марций Филип I
185 Апий Клавдий Пулхер, Марк Семпроний Тудицан

184 Публий Клавдий Пулхер, Луций Порций Лицин

183 Квинт Фабий Лабеон, Марк Клавдий Марцел

182 Луций Емилий Павел Македоник, Гней Бебий Тамфил

181 Публий Корнелий Цетег, Марк Бебий Тамфил

### 170 пр.н.е.
180 Авъл Постумий Албин Луск, Гай Калпурний Пизон. суфект: Квинт Фулвий Флак

179 Луций Манлий Ацидин Фулвиан, Квинт Фулвий Флак

178 Марк Юний Брут, Авъл Манлий Вулзон

177 Гай Клавдий Пулхер, Тиберий Семпроний Гракх

176 Гней Корнелий Сципион Хиспал, Квинт Петилий Спурин.суфект: Гай Валерий Левин.
175 Публий Муций Сцевола, Марк Емилий Лепид II

174 Спурий Постумий Албин Павлул, Квинт Муций Сцевола

173 Луций Постумий Албин, Марк Попилий Ленат

172 Гай Попилий Ленат I, Публий Елий Лиг

171 Публий Лициний Крас, Гай Касий Лонгин.

### 160 пр.н.е.
170 Авъл Хостилий Манцин, Авъл Атилий Серан

169 Квинт Марций Филип II, Гней Сервилий Цепион

168 Луций Емилий Павел Македоник II, Гай Лициний Крас

167 Квинт Елий Пет, Марк Юний Пен

166 Гай Сулпиций Гал, Марк Клавдий Марцел I
165 Тит Манлий Торкват, Гней Октавий

164 Авъл Манлий Торкват, Квинт Касий Лонгин

163 Тиберий Семпроний Гракх II, Марк Ювентий Тална

162 Публий Корнелий Сципион Назика Коркул I, Гай Марций Фигул I, суфект: Публий Корнелий Лентул, Гней Домиций Ахенобарб

161 Марк Валерий Месала, Гай Фаний Страбон.

### 150 пр.н.е.
160 Марк Корнелий Цетег, Луций Аниций Гал

159 Гней Корнелий Долабела, Марк Фулвий Нобилиор

158 Марк Емилий Лепид, Гай Попилий Ленат II

157 Секст Юлий Цезар, Луций Аврелий Орест

156 Луций Корнелий Лентул Луп, Гай Марций Фигул II
155 Публий Корнелий Сципион Назика Коркул II, Марк Клавдий Марцел II

154 Луций Постумий Албин, Квинт Опимий; суфект: Маний Ацилий Глабрион

153 Тит Аний Луск, Квинт Фулвий Нобилиор

152 Луций Валерий Флак, Марк Клавдий Марцел III

151 Авъл Постумий Албин, Луций Лициний Лукул

### 140 пр.н.е.
150 Тит Квинкций Фламинин, Маний Ацилий Балб

149 Маний Манилий, Луций Марций Цензорин

148 Спурий Постумий Албин Магнус, Луций Калпурний Пизон Цезонин

147 Публий Корнелий Сципион Емилиан Африкански I, Гай Ливий Друз

146 Гней Корнелий Лентул, Луций Мумий Ахаик
145 Квинт Фабий Максим Емилиан, Луций Хостилий Манцин

144 Сервий Сулпиций Галба, Луций Аврелий Кота

143 Апий Клавдий Пулхер, Квинт Цецилий Метел Македоник

142 Квинт Фабий Максим Сервилиан, Луций Цецилий Метел Калв

141 Гней Сервилий Цепион, Квинт Помпей

### 130 пр.н.е.
140 Квинт Сервилий Цепион, Гай Лелий

139 Гней Калпурний Пизон, Марк Попилий Ленат

138 Публий Корнелий Сципион Назика Серапион, Децим Юний Брут Калаик

137 Марк Емилий Лепид Порцина, Гай Хостилий Манцин

136 Луций Фурий Фил, Секст Атилий Серан
135 Квинт Калпурний Пизон, Сервий Фулвий Флак

134 Гай Фулвий Флак, Публий Корнелий Сципион Емилиан Африкански II

133 Луций Калпурний Пизон Фруги, Публий Муций Сцевола

132 Публий Попилий Ленат, Публий Рупилий

131 Луций Валерий Флак, Публий Лициний Крас Див Муциан

### 120 пр.н.е.
130 Луций Корнелий Лентул, Марк Перперна суфект.: Апий Клавдий Пулхер.

129 Гай Семпроний Тудицан, Маний Аквилий

128 Тит Аний Луск, Гней Октавий

127 Луций Корнелий Цина, Луций Касий Лонгин Равила

126 Марк Емилий Лепид, Луций Аврелий Орест
125 Марк Фулвий Флак, Марк Плавций Хипсей

124 Гай Касий Лонгин, Гай Секстий Калвин

123 Тит Квинкций Фламинин, Квинт Цецилий Метел Балеарик

122 Гней Домиций Ахенобарб, Гай Фаний Страбон

121 Квинт Фабий Максим Алоброгик, Луций Опимий

### 110 пр.н.е.
120 Гай Папирий Карбон, Публий Манилий

119 Луций Аврелий Кота, Луций Цецилий Метел Далматик

118 Квинт Марций Рекс, Марк Порций Катон

117 Луций Цецилий Метел Диадемат, Квинт Муций Сцевола

116 Квинт Фабий Максим Ебурн, Гай Лициний Гета

115 Марк Емилий Скавър, Марк Цецилий Метел

114 Маний Ацилий Балб, Гай Порций Катон

113 Гней Папирий Карбон, Гай Цецилий Метел Капрарий

112 Луций Калпурний Пизон Цезонин, Марк Ливий Друз

111 Публий Корнелий Сципион Назика Серапион, Луций Калпурний Бестия

### 100 пр.н.е.
110 Спурий Постумий Албин, Марк Минуций Руф

109 Квинт Цецилий Метел Нумидийски, Марк Юний Силан

108 Сервий Сулпиций Галба, Квинт Хортензий; суфект.: Марк Аврелий Скавър

107 Луций Касий Лонгин Равила, Гай Марий I

106 Квинт Сервилий Цепион, Гай Атилий Серан
105 Гней Малий Максим, Публий Рутилий Руф

104 Гай Флавий Фимбрия, Гай Марий II

103 Луций Аврелий Орест, Гай Марий III

102 Квинт Лутаций Катул, Гай Марий IV

101 Маний Аквилий, Гай Марий V

## 1 век пр.н.е.

### 90 пр.н.е.
100 Луций Валерий Флак, Гай Марий VI

99 Авъл Постумий Албин, Марк Антоний Оратор

98 Квинт Цецилий Метел Непот, Тит Дидий

97 Гней Корнелий Лентул, Публий Лициний Крас

96 Гай Касий Лонгин, Гней Домиций Ахенобарб.
95 Луций Лициний Крас, Квинт Муций Сцевола

94 Гай Целий Калд, Луций Домиций Ахенобарб

93 Гай Валерий Флак, Марк Херений

92 Гай Клавдий Пулхер, Марк Перперна

91 Секст Юлий Цезар, Луций Марций Филип

### 80 пр.н.е.
90 Луций Юлий Цезар, Публий Рутилий Луп

89 Гней Помпей Страбон, Луций Порций Катон

88 Луций Корнелий Сула Феликс I, Квинт Помпей Руф

87 Луций Корнелий Цина I, Гней Октавий

86 Луций Корнелий Цина II, Гай Марий VII, суфект.: Луций Валерий Флак
85 Луций Корнелий Цина III, Гней Папирий Карбон I

84 Луций Корнелий Цина IV, Гней Папирий Карбон II

83 Луций Корнелий Сципион Азиатик, Гай Норбан

82 Гней Папирий Карбон III, Гай Марий Млади

81 Гней Корнелий Долабела, Марк Тулий Децула

### 70 пр.н.е.
80 Луций Корнелий Сула II, Квинт Цецилий Метел Пий

79 Апий Клавдий Пулхер, Публий Сервилий Вация Исаврик

78 Марк Емилий Лепид, Квинт Лутаций Катул Капитолин

77 Мамерк Емилий Лепид Ливиан, Децим Юний Брут

76 Гней Октавий, Гай Скрибоний Курион
75 Гай Аврелий Кота, Луций Октавий

74 Марк Аврелий Кота, Луций Лициний Лукул

73 Гай Касий Лонгин, Марк Теренций Варон Лукул

72 Гней Корнелий Лентул Клодиан, Луций Гелий Публикола

71 Публий Корнелий Лентул Сура, Гней Ауфидий Орест

### 60 пр.н.е.
70 Марк Лициний Крас I, Гней Помпей Магнус I

69 Квинт Цецилий Метел Кретик, Квинт Хортензий Хортал

68 Луций Цецилий Метел, Квинт Марций Рекс; суфект.: Сервилий Вация 

67 Маний Ацилий Глабрион, Гай Калпурний Пизон

66 Маний Емилий Лепид, Луций Волкаций Тул
65 Луций Манлий Торкват, Луций Аврелий Кота

64 Луций Юлий Цезар, Гай Марций Фигул

63 Гай Антоний Хибрида, Марк Тулий Цицерон

62 Децим Юний Силан, Луций Лициний Мурена

61 Марк Валерий Месала Нигер, Марк Пупий Пизон Фруги Калпурниан

### 50 пр.н.е.
60 Луций Афраний, Квинт Цецилий Метел Целер

59 Гай Юлий Цезар I, Марк Калпурний Бибул

58 Луций Калпурний Пизон Цезонин, Авъл Габиний

57 Публий Корнелий Лентул Спинтер, Квинт Цецилий Метел Непот

56 Гней Корнелий Лентул Марцелин, Луций Марций Филип

55 Марк Лициний Крас II, Гней Помпей Магнус II

54 Апий Клавдий Пулхер, Луций Домиций Ахенобарб

53 Марк Валерий Месала Руф, Гней Домиций Калвин I

52 Квинт Цецилий Метел Пий Сципион, Гней Помпей Магнус III

51 Марк Клавдий Марцел, Сервий Сулпиций Руф

### 40 пр.н.е.
50 Луций Емилий Лепид Павел, Гай Клавдий Марцел Младши 

49 Луций Корнелий Лентул Крус, Гай Клавдий Марцел Старши

48 Гай Юлий Цезар II, Публий Сервилий Вация Исаврик I

47 Квинт Фуфий Кален, Публий Вациний

46 Гай Юлий Цезар III, Марк Емилий Лепид I

45 Гай Юлий Цезар IV, (без колега до 1 октомври), суфект: Квинт Фабий Максим, Гай Требоний, Гай Каниний Ребил

44 Гай Юлий Цезар V (до 15 март), Марк Антоний I, суфект: Публий Корнелий Долабела

43 Авъл Хирций, Гай Вибий Панса Цетрониан, суфект: Октавиан Август I, Квинт Педий Балб, Гай Карин, Публий Вентидий Бас

42 Марк Емилий Лепид II, Луций Мунаций Планк

41 Публий Сервилий Вация Исаврик II, Луций Антоний

### 30 пр.н.е.
40 Гай Азиний Полион, Гней Домиций Калвин II, суфект: Луций Корнелий Балб Старши, Публий Канидий Крас

39 Гай Калвизий Сабин, Луций Марций Цензорин, суфект: Гай Кокцей Балб, Публий Алфен Вар

38 Апий Клавдий Пулхер, Гай Норбан Флак, суфект: Луций Корнелий Лентул; Луций Марций Филип

37 Луций Каниний Гал, Марк Випсаний Агрипа I, суфект: Тит Статилий Тавър

36 Луций Гелий Публикола, Марк Кокцей Нерва, суфект: Луций Ноний Аспрена, Квинт Марций

35 Луций Корнифиций, Секст Помпей, суфект: Публий Корнелий Долабела, (Публий Корнелий Сципион ?), Тит Педуцей

34 Марк Антоний II, Луций Скрибоний Либон, суфект: Павел Емилий Лепид (Aemilius Lepidus Paullus ?), Луций Семпроний Атрацин, Гай Мемий, Марк Херений

33 Октавиан Август II, Луций Волкаций Тул, суфект: Луций Автроний Пет, Луций Флавий, Гай Фонтей Капитон, Марк Ацилий Глабрион, Луций Виниций, Квинт Лароний

32 Гней Домиций Ахенобарб, Гай Сосий, суфект: Луций Корнелий Цина, Марк Валерий Месала

31 Марк Антоний III;Октавиан Август III, суфект: Марк Валерий Месала Корвин, Марк Тиций, Гней Помпей